# 1世紀

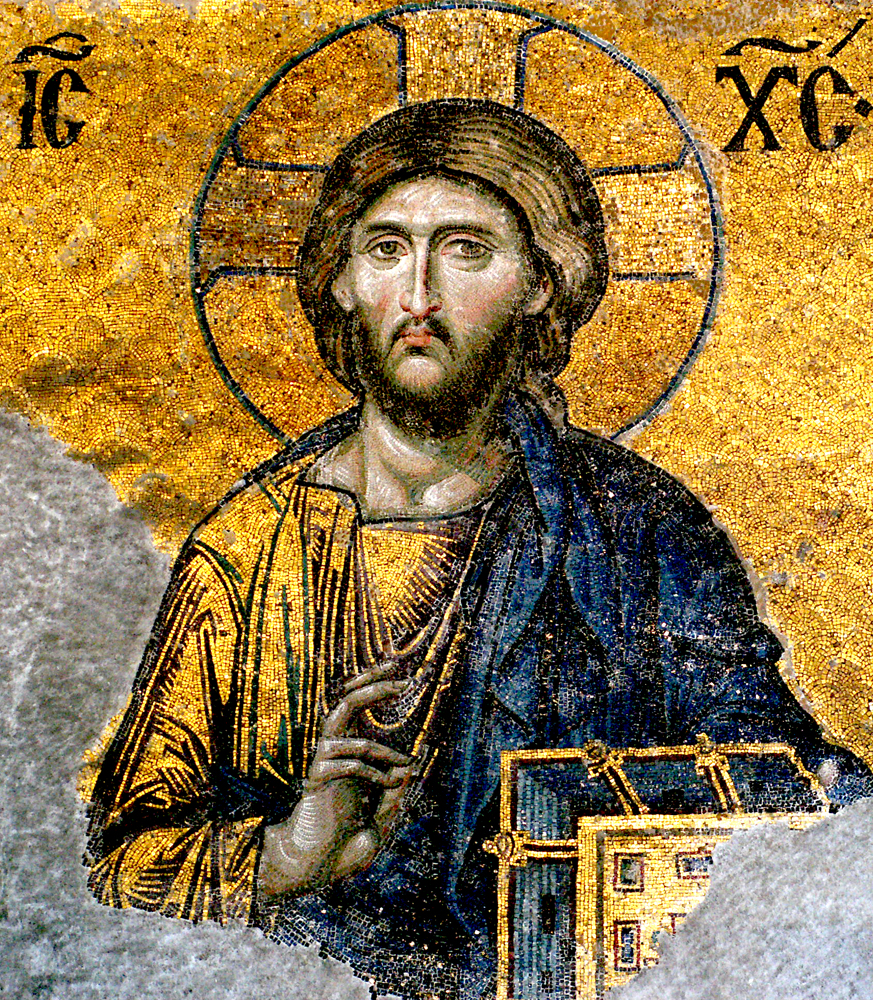
キリスト教の誕生。イエスの十字架での死とともにその教えは世界に大きな影響を与えた。画像は12世紀に制作されたイスタンブールのハギア・ソフィア大聖堂のモザイク壁画「全能者キリスト（ハリストス）」。

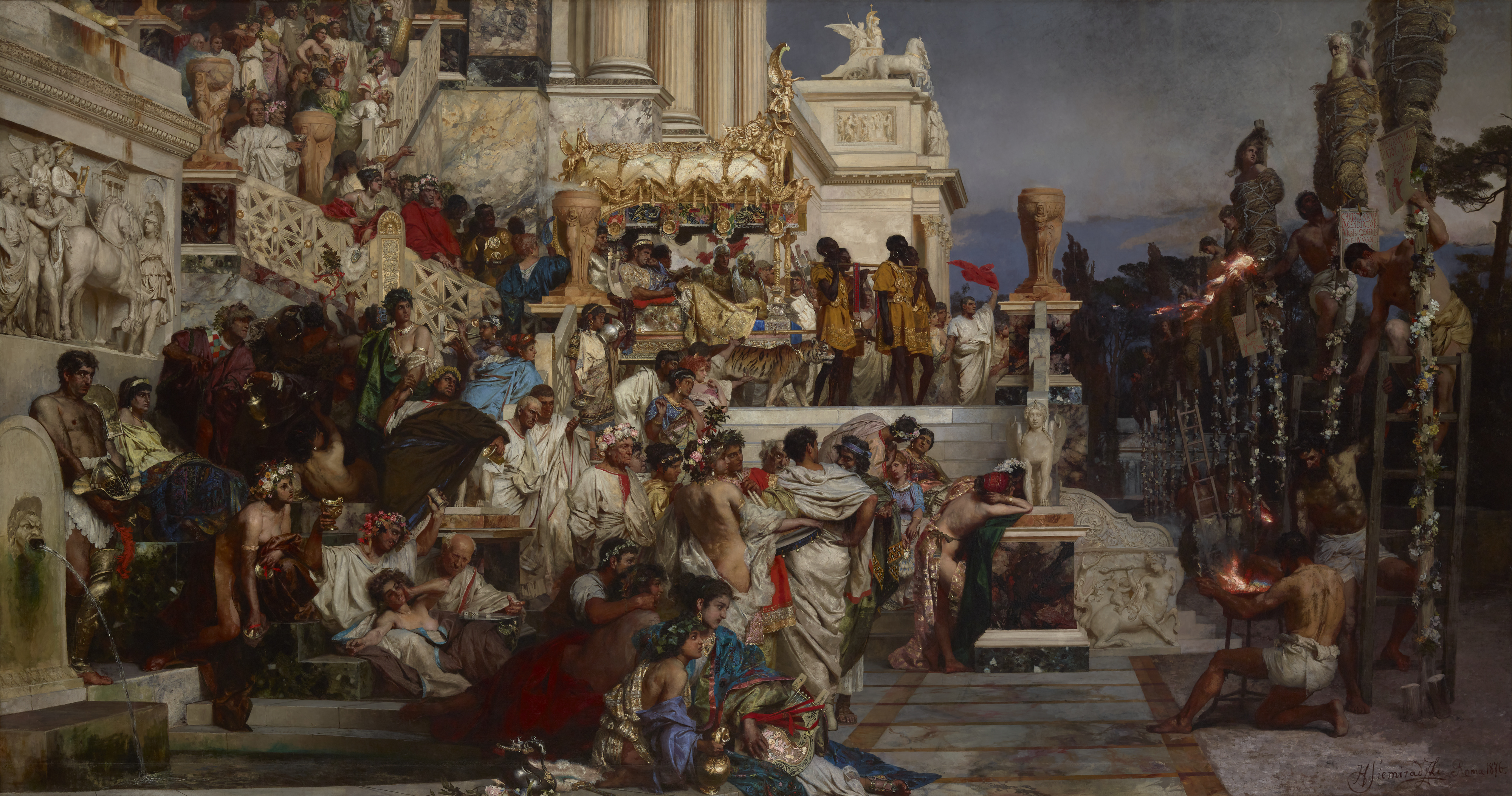
ローマ大火。64年に起きたこの大火でローマ皇帝ネロはその原因をキリスト教徒によるものだとして厳しい迫害を加え、殉教者を出した。画像はこの迫害を描いたヘンリク・シェミラツキの歴史画。

1世紀（いっせいき、いちせいき）は、西暦元年（1年）から西暦100年までの100年間を指す世紀。1千年紀における最初の世紀である。
天文学以外では通常、西暦0年は存在せず、また0世紀もない。これは、ヨーロッパで西暦ができた6世紀の時点では、まだヨーロッパ人は零の概念を知らなかったためであると言われることもあるが、元年以前を表すために紀元前が導入されたのは零の概念が普及した後の17世紀のことである。
なお、天文学やISO 8601では、紀元1年の前年、すなわち紀元前1年を西暦0年と定めている（詳細は「紀元前1年#西暦0年」または「0年#西暦0年」を参照）。

## できごと
- 紀元前後

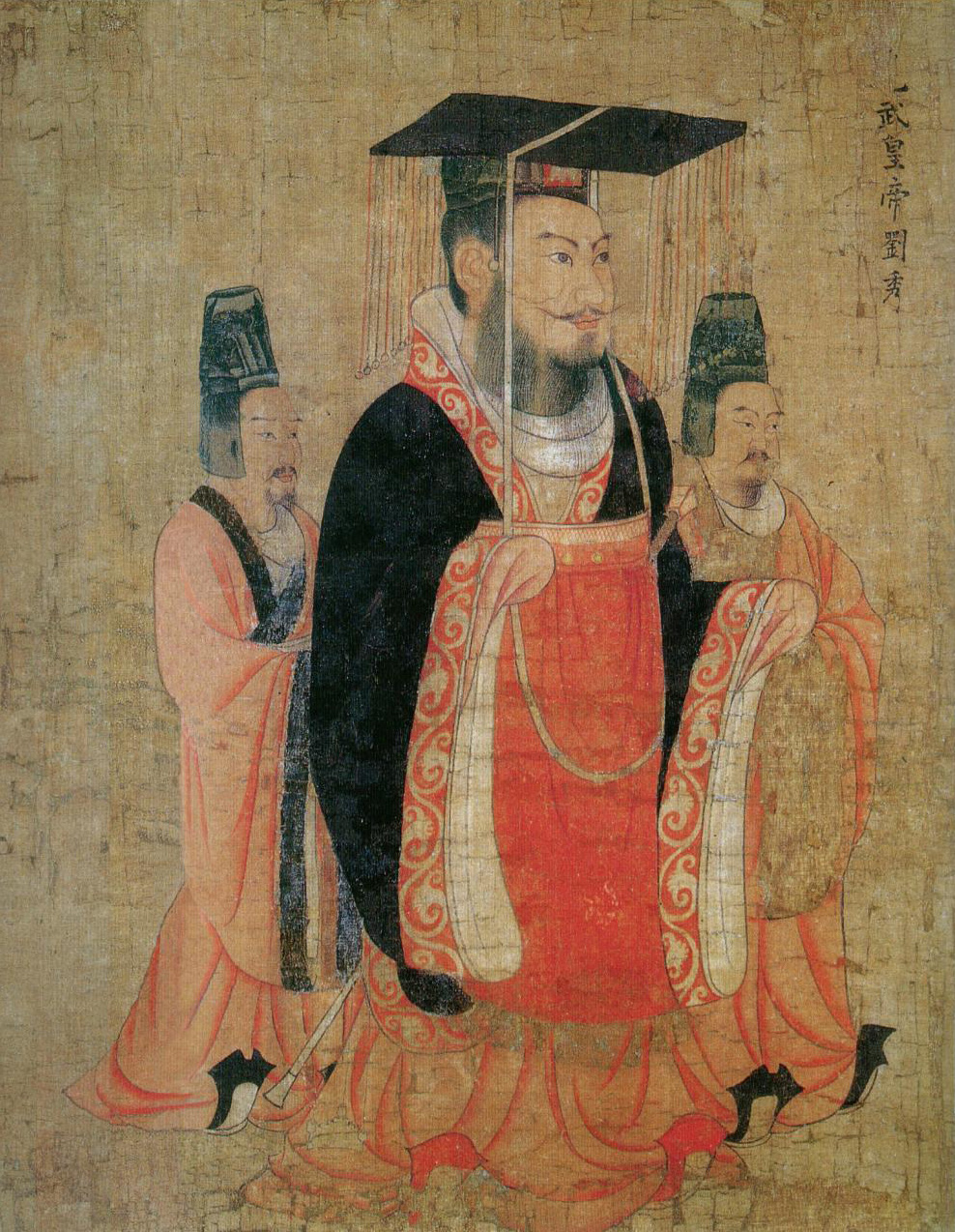
後漢の光武帝。王莽によって断絶した漢王朝を復興し賢君と讃えられている。画像は唐の画家閻立本「歴代帝王図巻」の十三皇帝図の光武帝像（ボストン美術館蔵）。

揺銭樹。貨幣経済の流通が促進された後漢初期には副葬品の明器として「揺銭樹（貨幣が実る樹木）」が出現し、特に四川で大いに発展した。画像は杭州にある中国財税博物館蔵の揺銭樹の部分。

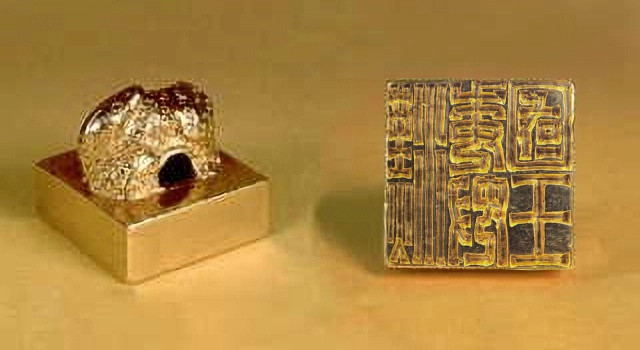
「漢委奴国王印」。江戸時代に九州志賀島で発見されたもので、後漢の光武帝により下賜されたものとされる。現在は福岡市博物館が所蔵。

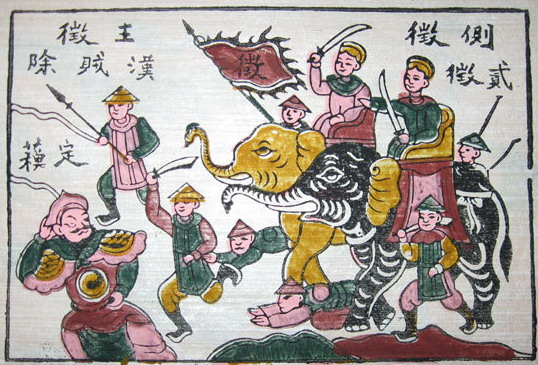
徴姉妹（チュン姉妹）の反乱。長らく漢民族の支配下にあったベトナムでは。徴側・徴弐の二人の姉妹による反乱が起きた。交趾郡から各地に拡がったものの、後漢の光武帝が派遣した馬援将軍に鎮圧された。しかし彼女たちは今でもベトナムの国民的な英雄である。画像は象に乗って戦う徴姉妹を描いたドンホー版画。

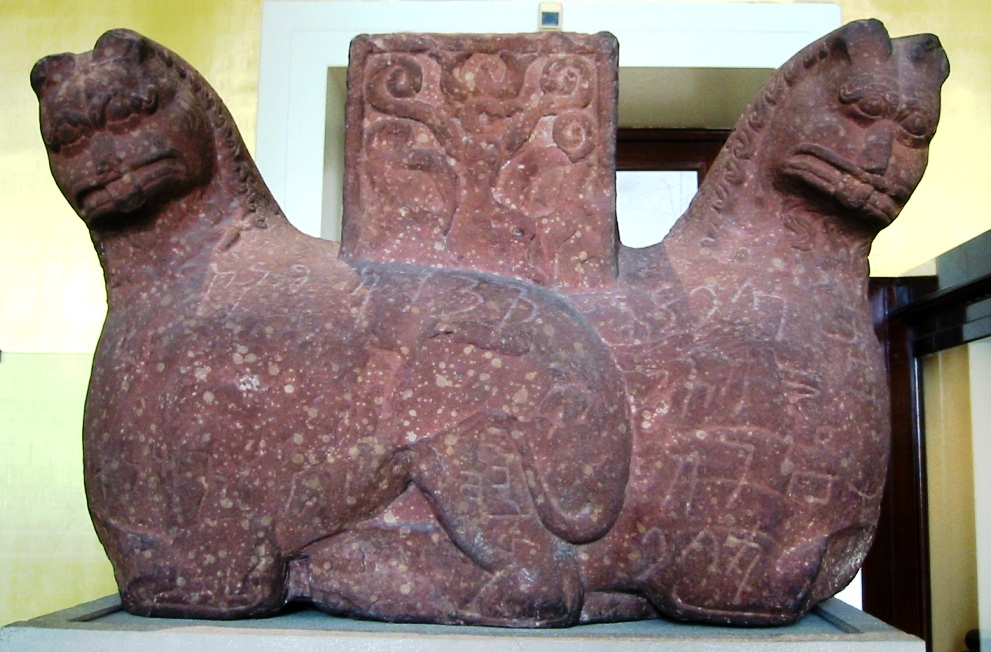
インド・スキタイ王国。ギリシア系王国が衰退した後にスキタイ系サカ族の王国がインド各地に成立した。画像はこの時代に作られた「マトゥラーの獅子柱頭」（大英博物館蔵）。

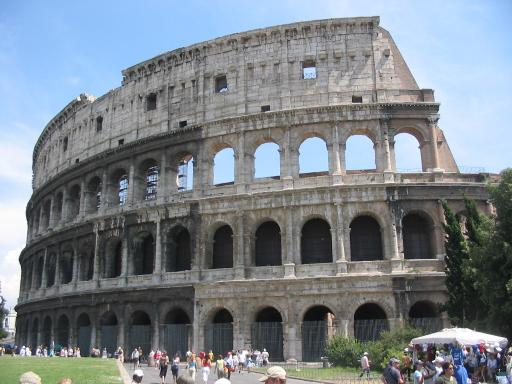
ローマのコロッセウム（コロッセオ）。ウェスパシアヌス帝の時代に着工され、その息子ティトゥス帝の時代に完成した円形闘技場（アンフィテアトルム）。

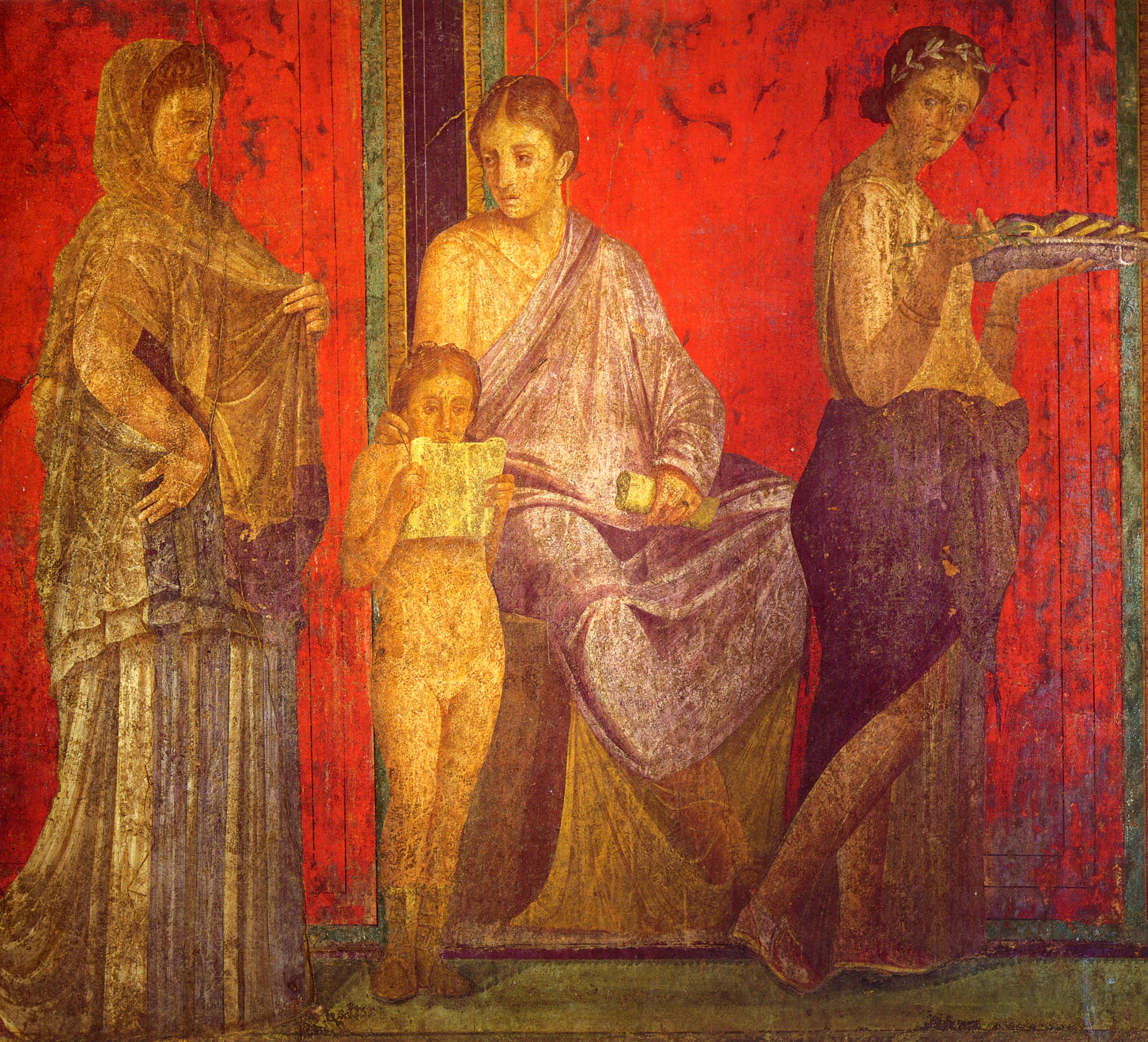
埋没した都市ポンペイ。紀元79年8月24日に大爆発を起こしたヴェスヴィオ火山によってポンペイ市は埋没した。画像はポンペイ遺跡で発掘された「秘儀荘（ヴィラ・デイ・ミステリ）」の壁画で、ディオニュソス神の密儀宗教を示しているとされる。

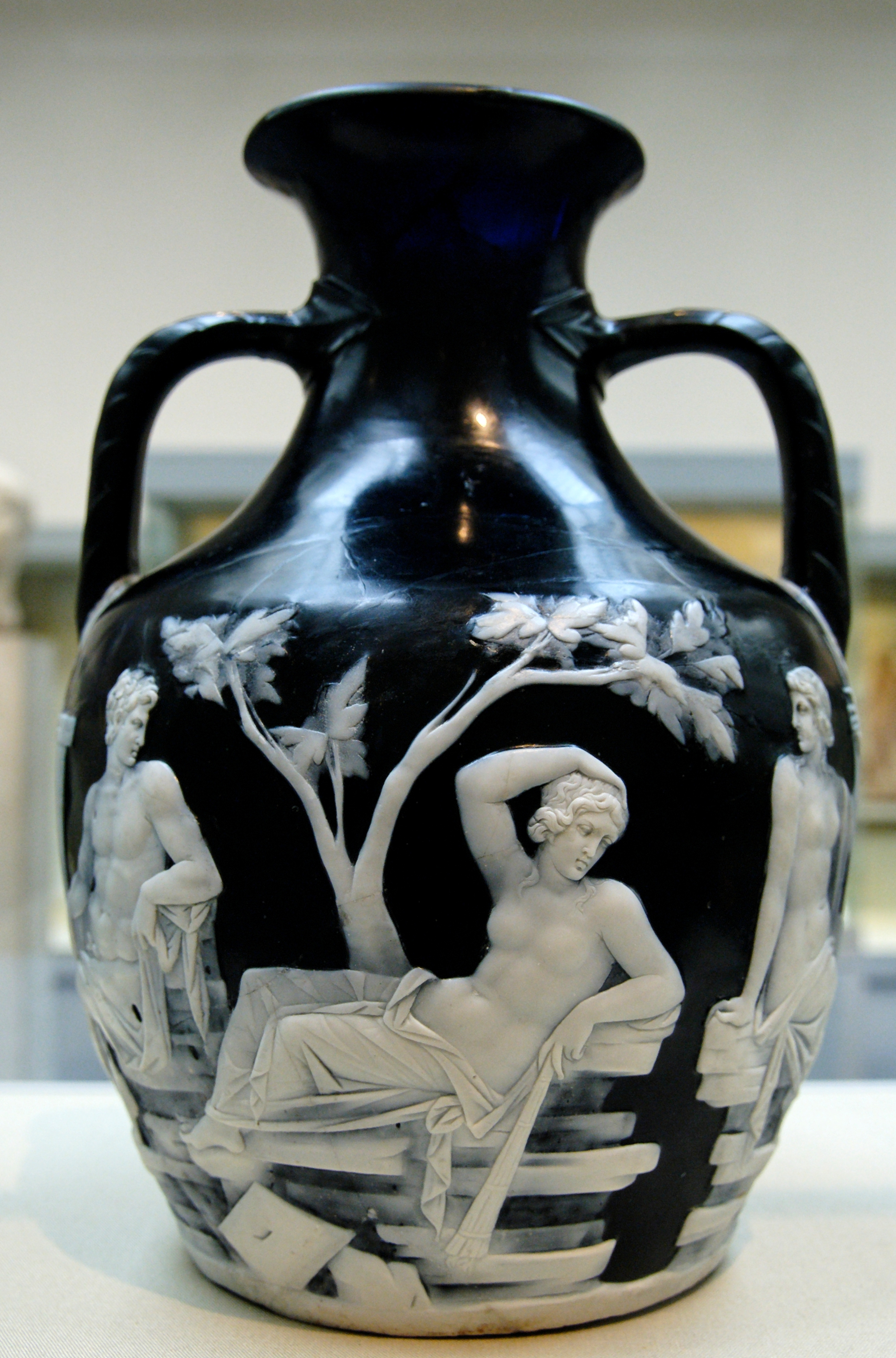
「ポートランドの壺」。ローマ帝国では繊細な芸術作品が数多く作られたが、ガラスを削って浮き彫りを施すカメオガラスの技術は巧緻極まるものとなった。紀元25年ごろ作られたこの壺はその代表であり、現在は大英博物館に所蔵されている。

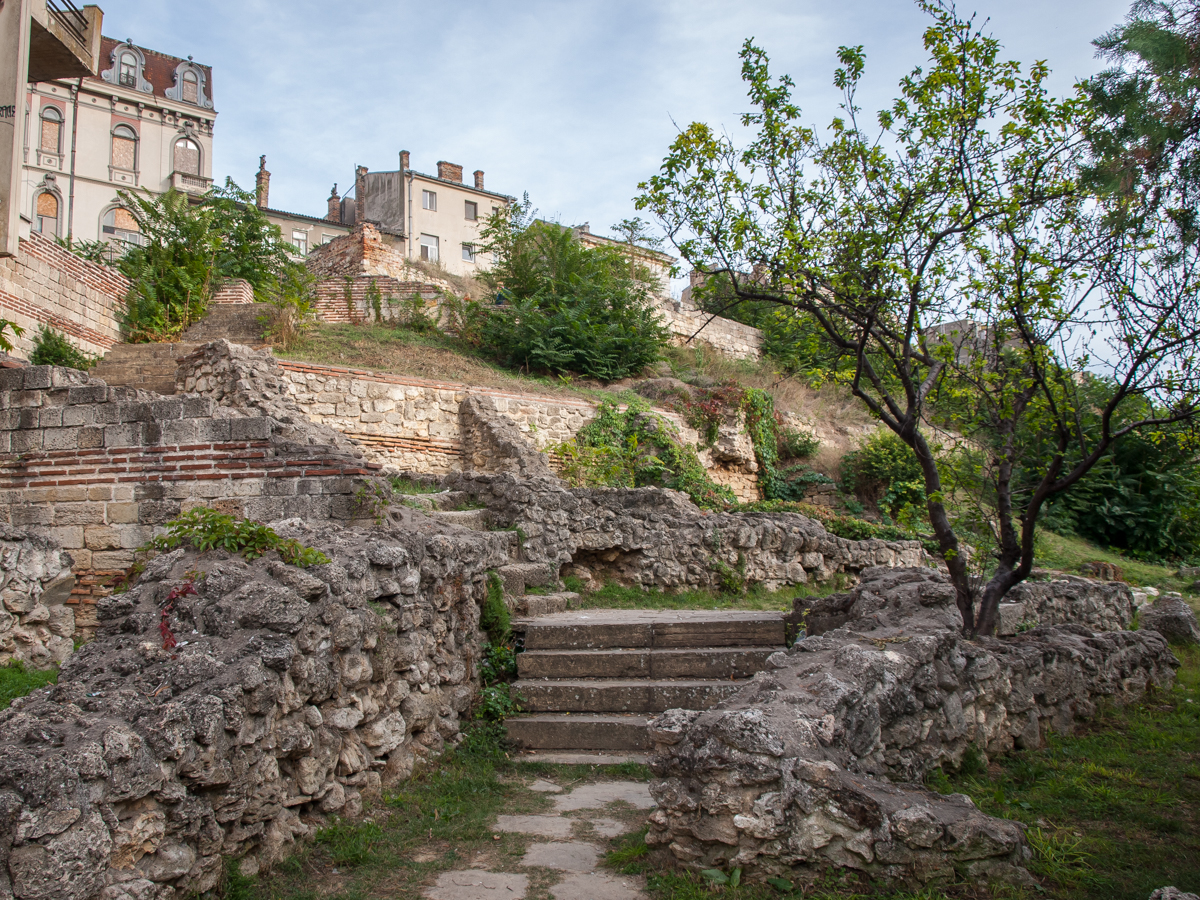
詩人オウィディウスの追放。皇帝アウグトゥス治世の終わりに皇帝一家にまつわる醜聞が発覚し、その巻き添えでこの詩人は黒海のほとりトミス（現在のルーマニアのコンスタンツァ）に流罪となった。トミスはローマから遠く離れた僻陬の地であり、詩人は哀しみを切々と詠み上げてこの地に没した。画像はローマ時代のトミスの遺構。

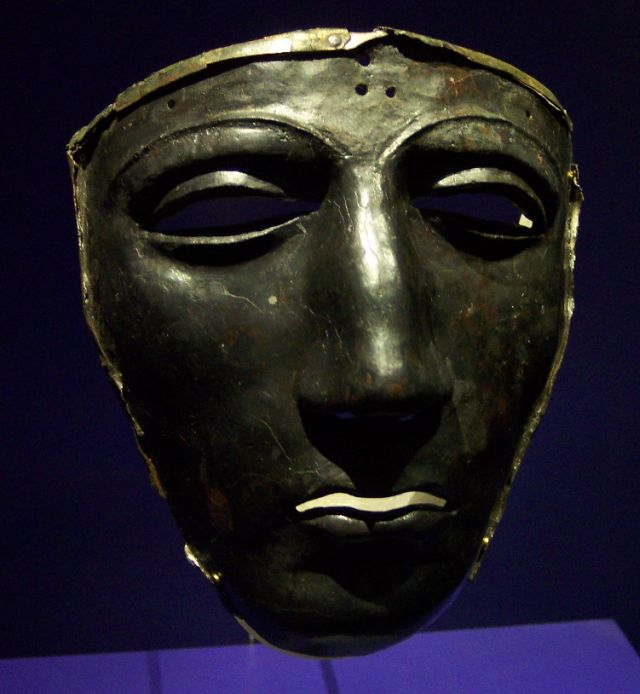
トイトブルクの森の戦い。無敗を誇ったローマ軍団も紀元9年のこの地での戦いではアルミニウス率いるゲルマン軍に大敗北を喫し、以後ローマ側はライン川を挟んで守勢に回った。画像はトイトブルクの古戦場跡から出土したローマ軍騎兵の鉄仮面（ドイツ・ニーダーザクセン州カルクリーゼ博物館蔵）。

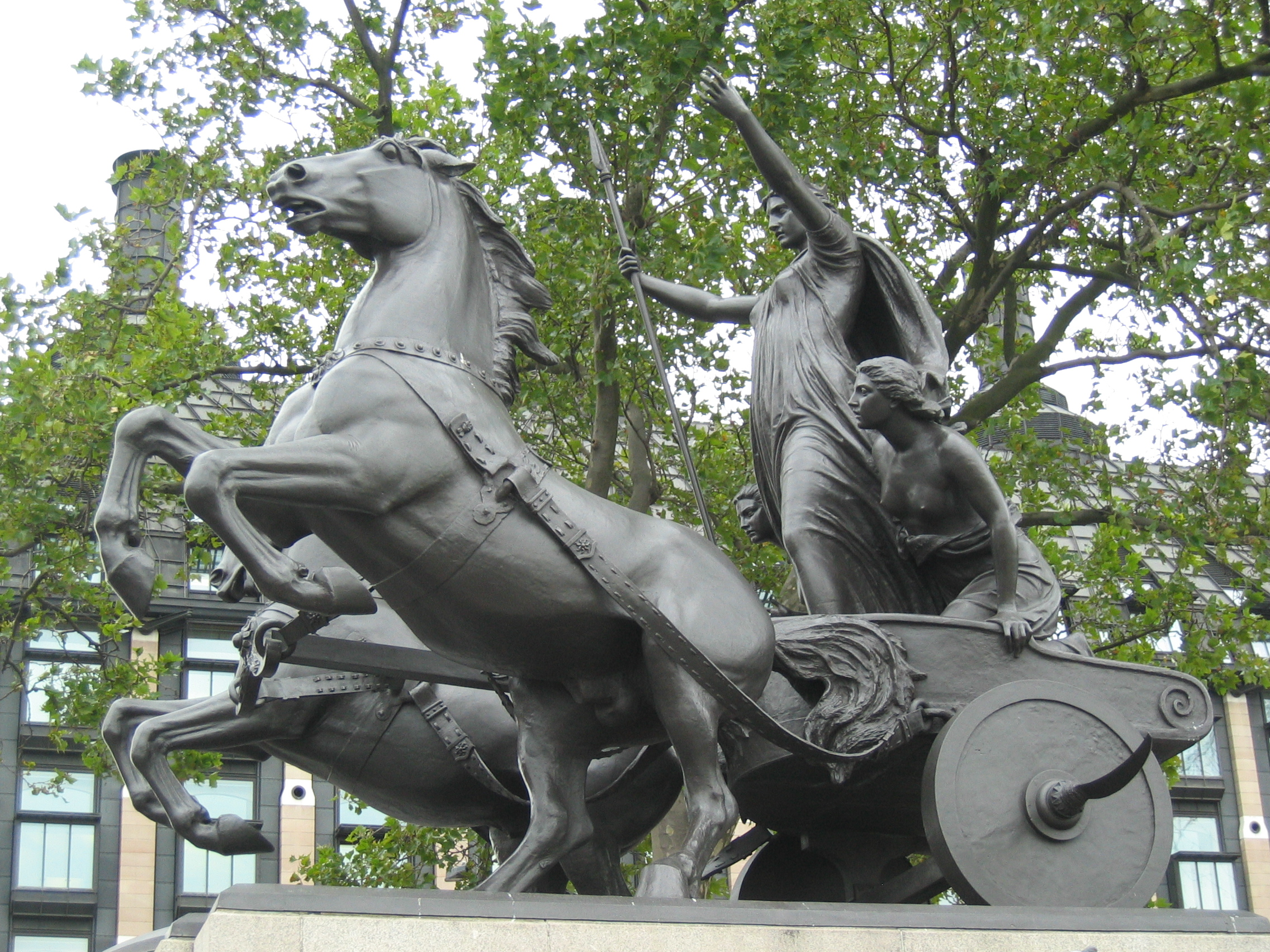
ブーディカの反乱。属州ブリタンニアでのローマ支配に対し立ち上がったのがケルト系イケニ族の女性指導者ブーディカである。この反乱は鎮圧されたが歴史家タキトゥスらの記録により、その事績は詳しく伝えられている。画像はロンドンのウェストミンスター橋西詰にあるブーディカと娘たちの記念像。

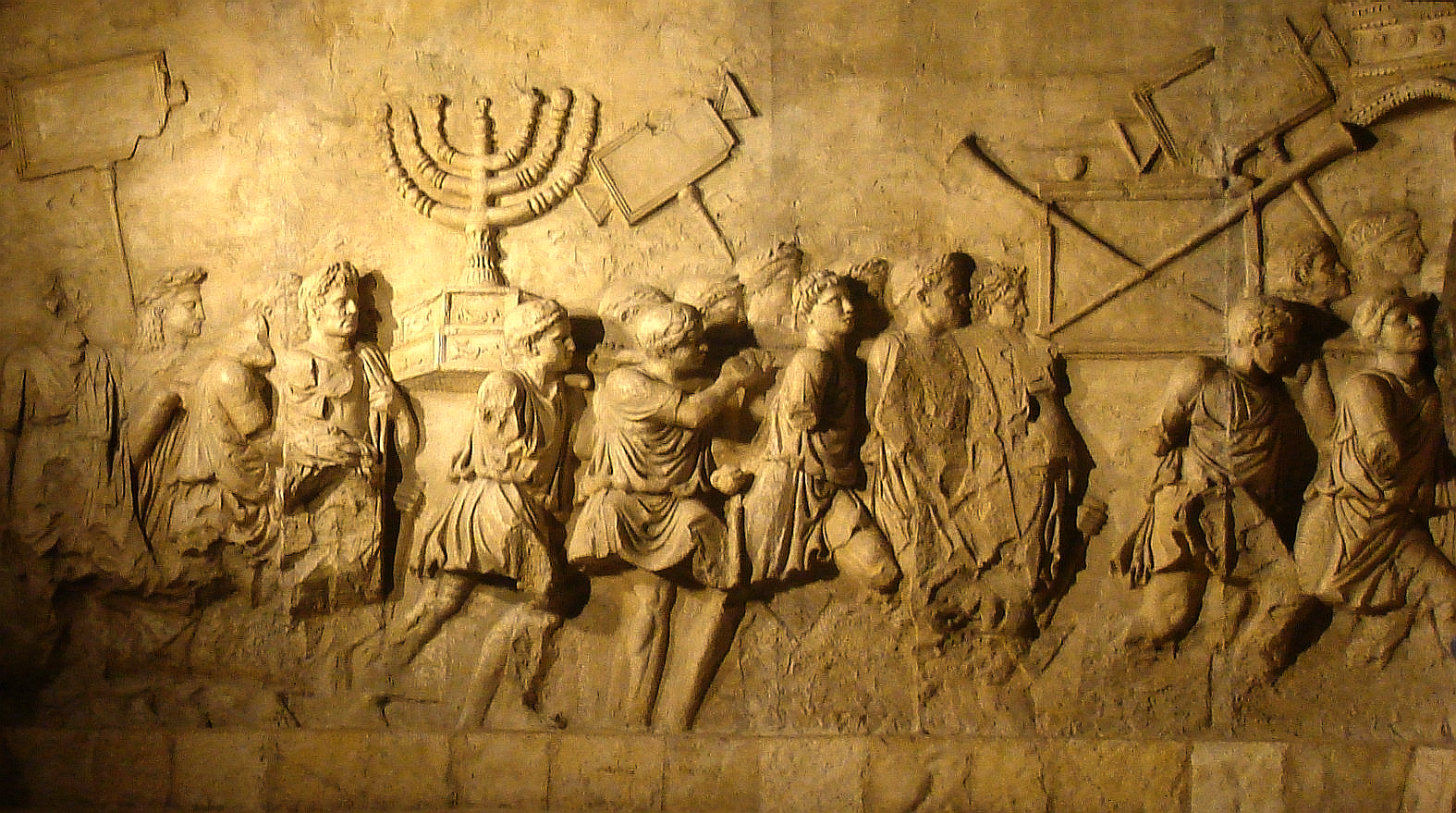
ユダヤ戦争。ローマ皇帝ティトゥスによりユダヤ人の反乱は鎮圧されエルサレムの第二神殿も破壊された。画像はティトゥスの凱旋門に刻まれた神殿の宝物（七枝の燭台のメノーラーほか）を運ぶローマ兵士たち。

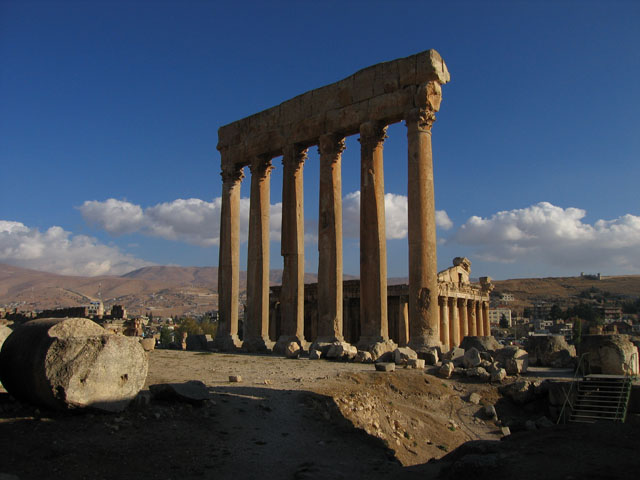
バールベック。この地は属州シリアの聖地で、元来はフェニキア系の神バアル（ハダド）が祀られていた。ローマの支配に服してからはユピテル神と習合して祀られるようになり繁栄した。画像はネロ帝時代に完成したユピテル神殿の6本大列柱。

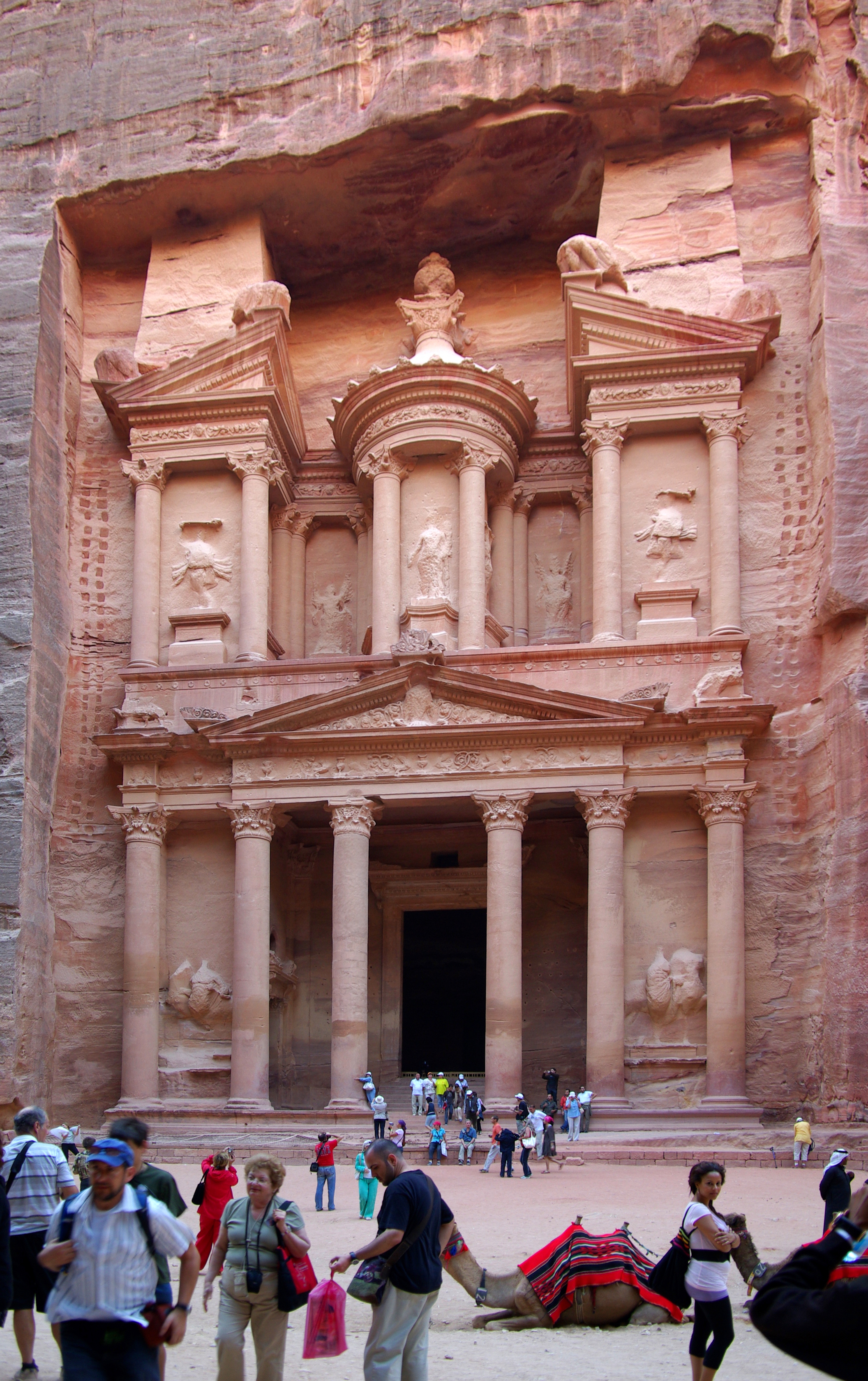
ペトラのエル・カズネ。ナバテア王アレタス4世フィロパトリスの最盛期に建造されたもので、「エル・カズネ」は「宝物殿」を意味する。

  - 倭は百余国に分かれており、その一部は前漢の楽浪郡に朝献をする（『漢書』地理志）。
  - 南インドのパーンディヤ朝の都マドゥライを中心にタミル語古典文学（サンガム文学）が隆盛し王朝の記録も頻出する（サンガム時代（英語版）  - 3世紀）。
  - アフガニスタン北部のティリヤ・テペ（英語版）に黄金の宝飾をつけた遊牧系サカ・パルティア人の墳墓が作られる。
  - シベリアのエニセイ川中・上流域クラスノヤルスク地方にタシュティク文化が成立（ - 4世紀）。
  - ポーランドのバルト海沿岸のポメラニア東部にヴィェルバルク文化が成立（ - 3世紀）。
  - イギリスのマンチェスター近郊のリンドウ・モス泥炭地に埋もれていたケルト系ブリトン人のリンドウ・マンはこの時代の人物。

### 0年代
- 4年 - 王莽の奏上で前漢の高祖劉邦と文帝劉恒の郊祀を行う（天子七廟制の確立）。
- 6年
  - 前漢の平帝が死去、劉嬰(孺子嬰)が皇太子になり、王莽は摂皇帝と名乗る。
  - 属州マケドニアから属州モエシアが分離する。
  - カイサリア・マリティマを首府とする属州ユダヤが成立する。
- 8年
  - 王莽の簒奪により前漢が滅亡し、新が建てられる。
  - 皇帝に対する陰謀と姦通罪によりアウグストゥスの孫娘小ユリアがアドリア海のトゥリメルス島（英語版）へ追放される。
    - 同年に皇帝の命令で詩人オウィディウスが黒海沿岸のトミス（現在のコンスタンツァ）へ追放される（オウィディウスの追放（英語版））。
- 9年 - トイトブルクの戦いでローマがゲルマニア人に敗れる。

### 10年代
- 10年 - 王莽が「匈奴」を「降奴」に改名し、攻撃を開始。
- 14年 - ローマでアウグストゥス帝が死去し、ティベリウス帝が即位。
- 15年 - ローマがラエティアに遠征し、属州ラエティアが設置される。
  - この時期までにヘルウェティア人の住む地域を占領しヘルウェティアと名付ける。
- 17年
  - 琅邪郡海曲県の呂母が挙兵する（新末後漢初の反乱の始まり）。
  - アルケラオス王の死により、ローマ帝国属州カッパドキアが設置される。
- 18年 - 赤眉の乱（- 27年）

### 20年代
- 20年頃 - パルティア人ゴンドファルネスがインド・パルティア王国を建てる。
- 23年
  - 新の崩壊。
    - 王莽に対する儒者劉歆の陰謀が失敗。
    - 昆陽の戦いで新軍が敗北、長安が陥落。
    - 王莽が殺害されて新が滅亡し、緑林軍による更始帝政権が成立。

  - ローマのカストラ・プレトリア（英語版）（近衛軍団兵舎）が建設される。
- 25年
  - 後漢の建国。
    - 赤眉軍により更始帝政権崩壊、赤眉軍は劉盆子を擁立。
    - 漢の一族である劉秀が光武帝として即位し、洛陽（雒陽）を都とする後漢が成立（- 220年）。
- 25年頃 - 「ポートランドの壺」が作られる。
- 27年 - ティベリウス帝がカプリに隠棲する。
- 29年 - 後漢の光武帝が太学を洛陽に設置する。

### 30年代
- 30年頃 - イエスがゴルゴダの丘で刑死。
  - その後イエスの復活を信じる十二使徒らを中心にキリスト教が成立する。
- 31年 - ティベリウス帝の寵臣セイヤヌスが処刑される。
- 32年頃 - 最初のキリスト教殉教者ステパノが殺害される。
- 34年頃 - サウロ（パウロ）がダマスクスへの途上で回心する。
- 35年 - 後漢の光武帝が「天地之性人為貴」の詔を下す。
- 36年 - 後漢の光武帝が蜀の公孫述を滅ぼし中国を統一する。
- 37年
  - ローマでティベリウス帝が死去し、カリグラ帝が即位。
  - パルティアとローマが和睦する。

### 40年代
- 40年
  - ベトナムで徴姉妹が後漢に対して反乱を起こす（- 43年）。
  - ナバテア王国最盛期の王アレタス4世が死去。
    - この頃までにペトラのエル・カズネ（宝物庫）が建造される。
    - アラビアのマダイン・サーレハ（ヘグラ）遺跡や、シリアのボスラ遺跡もこの頃のもの。
- 40年頃 - ノリクムが公式にローマ帝国属州として併合される。
- 40年 - 70年 - エジプト在住のギリシア語著作家により『エリュトゥラー海案内記』が書かれる。
  - この頃までに季節風「ヒッパロスの風（英語版）」を利用したローマ・インド間の交易路（英語版）が整備されていた。
- 41年 - ローマでカリグラ帝が暗殺され、クラウディウス帝が即位。
- 43年 - ローマがブリタンニアに遠征し、属州ブリタンニアが設置される。
- 44年 - クラウディウス帝の勅令により、属州マウレタニアが設置される。
- 46年 
  - ローマがオドリュサイ王国を併合し、属州トラキアが設置される。
  - クラウディウス帝によりオスティア港（ポルトゥス・アウグスティ）が開港する。
    - 旧港オスティア・アンティカから見てテヴェレ川の対岸に設置された新港を指す。

  - パウロの第1回伝道旅行。
- 48年
  - パウロの第2回伝道旅行。
  - 匈奴が北匈奴と南匈奴に分裂する。

### 50年代
- 50年 - コロニア・アグリピネンシス（現ケルン）がローマ植民市に格上げされる。
- 52年  
  - パウロの第3回伝道旅行。
  - 伝承では使徒トマスがインドのケララ地方に上陸してキリスト教を伝えたとされる（トマス派）。
- 54年 - ローマでクラウディウス帝が死去し、ネロ帝が即位。

- 56年 - 後漢の光武帝が建武中元と改元して封禅の儀式を実施。
- 57年 - 倭の奴国王が後漢に朝献して、倭奴国王印（金印紫綬）を授けられる（後漢・建武中元2、丁巳；『後漢書』光武帝紀、同東夷伝）。同年後漢の光武帝が亡くなる。
- 59年 - ネロ帝が母の小アグリッピナを殺害する。

### 60年代
- 60年 - 属州ブリタンニアのイケニ族女王ブーディカがローマ帝国に反乱を起こすも鎮圧される。
  - 属州ブリタンニアの復興が図られ、ロンディニウム（現ロンドン）やアクエア・スリス（英語版）（現バース）が整備される。
- 60年頃 - ローマ帝国属州シリアのバールベックのユピテル神殿が建てられる。
- 62年 - キリスト教のエルサレム教会の初代主教ヤコブが殉教。
- 63年 - ローマとパルティアの和平、アルサケス家のアルメニア王ティリダテス1世が承認される。
- 64年
  - ポントゥス王国がローマ帝国に併合され、属州ポントゥスになる。
  - ローマ大火。ネロ帝がキリスト教徒を迫害し、ペテロとパウロが殉教。
    - 大火の跡地にネロ帝は黄金宮殿ドムス・アウレアを建立する。
- 65年 - ピソの陰謀事件で、セネカが加担したと疑われネロ帝に自殺を命じられる。
- 66年 - 後漢で現存最古の磨崖碑「開通褒斜道刻石 」が建立される。
- 67年 - 伝承では初めて後漢に仏教が伝わり、洛陽に白馬寺が建てられる。
- 68年
  - 内戦からローマで四皇帝が乱立（四皇帝の年）。
    - ガリア・ルグドゥネンシス属州総督ガイウス・ユリウス・ウィンデクスによる反乱が勃発。
    - ヒスパニア・タラコネンシス属州総督のガルバ、ルシタニア属州総督オトがこれに同調。
    - ローマ郊外の解放奴隷パオラの別荘でネロ帝が自殺し、ユリウス＝クラウディウス朝が断絶。
    - この内戦を鎮圧したウェスパシアヌス帝が即位しフラウィウス朝が成立。
- 68年頃
  - メコン川下流域に扶南王国が成立し、オケオなどの港市国家が発展する。

### 70年代
- 70年
  - ユダヤ戦争でエルサレムが陥落する。
    - この時期までにクムラン洞窟遺跡に隠匿されたユダヤ教系の文書が「死海文書」として残る。

  - バタウィ族ガイウス・ユリウス・キウィリスの反乱（バタウィ族の反乱（英語版））。
  - 後漢明帝の異母兄楚王劉英の陰謀未遂事件。
- 71年 - 属州ブリタンニアのローマの軍事拠点エボラクム（属州ブリタンニア）（英語版）（現ヨーク）が建設される。
- 72年 - トマス派の伝承では使徒トマスがインドのチェンナイ（マドラス）で殉教したという。
- 73年 - ローマ軍が包囲したマサダ要塞が陥落。
- 79年
  - ウェスパシアヌス帝が死去、息子のティトゥス帝が即位。
  - ヴェスヴィオ火山の大噴火によりポンペイが埋没。大プリニウスが噴煙に巻き込まれ死亡。
  - 白虎観会議。

### 80年代
- 80年 - ローマのコロッセウムとティトゥス浴場が完成する。
- 80年頃 - フラウィウス・ヨセフスが『ユダヤ戦記』を完成させる。
- 81年 - ティトゥス帝が死去し、弟のドミティアヌス帝が即位。
- 83年
  - グラウピウス山の戦いでローマ軍がピクト人（カレドニア人）連合軍に勝利する。
  - ドミティアヌス帝の命でライン川からドナウ川までの軍事境界線（リーメス・ゲルマニクス）がシュヴァルツヴァルトに築かれる。
- 85年頃 - 鮮卑が北匈奴を破る。

### 90年代
- 90年
  - クシャーナ朝の王ヴィマ・タクトが後漢の班超を攻撃するが撃退される。以後クシャーナ朝は後漢に毎年貢献する。
  - 属州ゲルマニアが再編され、ゲルマニア・スペリオル(上ゲルマニア・州都はマインツ)とゲルマニア・インフェリオル（下ゲルマニア・州都はケルン）に分割される。
- 90年代 - ヤムニヤ会議においてユダヤ教のヘブライ語聖書（タナハ）が確定される。
- 91年 - 後漢の竇憲の攻撃により北匈奴が康居に西走、後にこの子孫が悦般を形成。
- 92年 - 後漢の和帝が外戚で大将軍の竇憲に自殺を命じる。歴史家班固もこの事件に連座して獄死する。
- 94年 - 後漢の班超が西域諸国を制圧。
- 95年頃
  - 使徒ヨハネがドミティアヌス帝の命によりパトモス島に流される。この時期に『ヨハネの黙示録』が成立。
  - フラウィウス・ヨセフスが『ユダヤ古代誌』を完成させる。
- 96年 - ローマでドミティアヌス帝が暗殺され、ネルウァ帝が即位。五賢帝時代始まる（ - 180年）。
- 97年 - 甘英が班超により大秦国（ローマ帝国）へ派遣される。
- 98年
  - ネルウァ帝が死去し、養嗣子で属州ゲルマニア・スペリオル（上ゲルマニア）総督のトラヤヌスが皇帝として即位。
  - タキトゥスが『ゲルマニア』『アグリコラ（英語版）』を執筆。

### 100年代
- 100年頃 - トラヤヌス帝によりアルジェリア北東部の植民都市ティムガッドが建設される。
- 1世紀末 - 弥生文化が東北地方に波及する。

## 発明
- 紙
- コデックス

## 人物

### 地中海世界
- オクタヴィアヌス（前63年 - 14年） - ローマ帝国初代皇帝（在位前27年 - 14年）・プリンケプス（第一市民）・アウグストゥス（尊厳者）
- ストラボン（前63年頃 - 23年頃） - ローマ時代のギリシア語著述家・歴史家・哲学者・地理学者として『地理誌』を著す
- プブリウス・クインクティリウス・ウァルス（前46年 - 9年） - ローマ帝国の司令官・トイトブルク森の戦いでゲルマン人に敗北し自決
- オウィディウス（前43年 - 17年） - ローマ帝国のラテン文学黄金期の詩人・『変身物語』の著者・晩年は黒海周辺に追放される
- ティベリウス（前42年 - 37年） - ローマ皇帝（在位14年 - 37年）・オクタヴィアヌス皇后リウィア・ドルシッラの連れ子・帝政を定着させる
- アレクサンドリアのフィロン（前30年/前20年？ - 40年/45年？） - ユダヤ人哲学者・ギリシア哲学をユダヤ教解釈に援用
- アルミニウス（前16年 - 21年） - ゲルマン系ケルスキ族の族長・トイトブルク森の戦いでローマ帝国の軍隊に勝利
- クラウディウス（前10年 - 54年） - ローマ皇帝（在位41年 - 54年）・カリグラを継いでブリタンニアを制圧・歴史家でもある
- ボウディッカ（？ - 60年/61年？） - ブリタンニアのケルト系イケニ族の女王・ローマ帝国の侵略対し大反乱を起こす
- セネカ（前1年頃 - 65年頃） - ローマ帝国のストア派の哲学者・ラテン文学白銀期の文学者・皇帝ネロの師として政務に携わる
- ウェスパシアヌス（9年 - 79年） - ローマ皇帝（在位69年 - 79年）・フラウィウス朝の祖・コロッセウムの建設に着手
- カリグラ（12年 - 41年） - ローマ皇帝（在位37年 - 41年）・狂気のためか暴君となり元老院との関係が悪化して暗殺される
- 小アグリッピナ（15年 - 59年） - ローマ帝国の皇族・クラウディウス帝の皇后（後妻）・皇帝ネロの実母だが対立して暗殺される
- テュアナのアポロニオス（15年？ - 100年？） - ローマ帝国の哲学者、奇跡行者。ピロストラトス『アポロニオス伝』に詳しい
- ペトロニウス（20年頃 - 66年） - ローマ帝国の政治家・文筆家・皇帝ネロの側近・小説『サテュリコン』の作者と考えられている
- 大プリニウス（22年/23年 - 79年） - ローマ帝国の政治家・ポンペイ市の災禍に巻き込まれ死亡・博物学者として『博物誌』を書く
- クインティリアヌス（35年頃 - 100年頃） - ローマ帝国の修辞学者・『弁論家の教育』の著者・小プリニウスやユウェナリスの師
- ネルウァ（35年 - 98年） - ローマ皇帝（五賢帝の1人目）（在位96年 - 98年）・もとは元老院議員・養子トラヤヌスを後継者とする
- ネロ（37年 - 68年） - ローマ皇帝（在位54年 - 68年）・師セネカらの協力で善政を行うが後に暴君化・キリスト教徒を最初に迫害
- フラウィウス・ヨセフス（37年 - 100年頃） - ローマ帝国の政治家・著述家・ユダヤ戦争で戦うが投降・『ユダヤ戦記』を著す
- シモン・バル・ギオラ（？ - 70年頃） - ユダヤ戦争でのユダヤ人側の指導者の一人で強硬派・イェルサレム陥落後に処刑される
- エルアザル・ベン・ヤイル（？ - 73年） - イェルサレム陥落後のユダヤ人側の指導者の一人・マサダ要塞に立てこもるが玉砕
- ティトゥス（39年 - 81年） - ローマ皇帝（在位79年 - 81年）・ウェスパシアヌス帝の子・その治世でポンペイ市が被災

- マルクス・アンナエウス・ルカヌス（39年 - 65年） - ローマ帝国の詩人・大セネカの孫・叙事詩『ファルサロス』を書く・ネロ帝に自殺を強いられる
- ペダニウス・ディオスコリデス（40年頃 - 90年） - 属州アシアの医者・「薬理学と薬草学の父」・『薬物誌』は後世に大きな影響を残す
- ディオン・クリュソストモス（40年頃 - 115年頃） - ギリシア人弁論家・歴史家・『王政論』の他に『トロイア陥落せず』などがある
- ドミティアヌス（51年 - 96年） - ローマ皇帝（在位81年 - 96年）・ティトゥス帝の弟・元老院勢力と対立し暗殺される
- 小プリニウス（61年 - 112年） - ローマ帝国の文人・政治家・大プリニウスの甥・「書簡」で79年のヴェスヴィオ火山の記録を残す
- コルメラ（英語版）（1世紀） - 属州ヒスパニア出身の文筆家・農耕・果樹・牧畜・養蜂・造園などについて論じた『農業論』で知られる

### キリスト教関係
- イエス（前4年頃 - 30年頃） - ローマ帝国属州ユダヤの宗教家。キリスト教では神（神の子）・救世主・預言者とされる。
- ポンティウス・ピラトゥス（生没年不詳） - ローマ帝国属州ユダヤ総督（在任26年 - 36年）・イエスの処刑に関与した
- ヤコブ（? - 62年） - 「主の兄弟」とされる人物。エルサレム教会の初代主教。殉教し七十門徒の一人とされる。
- ペテロ（? - 67年頃） - 十二使徒の一人。初代のローマ教皇とされる。皇帝ネロの迫害により殉教したか。
- パウロ（? - 67年頃） - イエス没後の使徒。ローマ市民権を持ち、各地で異教徒に宣教する。皇帝ネロの迫害により殉教したか。
- ヨハネ（6年? - 100年頃） - 十二使徒の一人。『ヨハネによる福音書』あるいは『ヨハネの黙示録』の著者か。
- アンティオキアのイグナティオス（35年頃 - 110年） - アンティオキアの主教。ヨハネの弟子で使徒教父の一人。
- クレメンス1世（? - 101年?） - ローマ教皇（司教、在位91年? - 101年?）。ペテロの弟子で使徒教父の一人。
- シモン・マグス（生没年不詳） - 聖書の登場人物・「魔術師シモン」と呼ばれグノーシス主義の先駆とされる。

### 西アジア
- アレタス4世（？ - 40年） - ナバテア王国の国王（在位9年 - 40年）・ペトラを中心に隊商路を支配し繁栄・エル・カズネを建設。

### インド
- ゴンドファルネス（生没年不詳） - インド・パルティア王国の初代国王（在位20年頃？）・サカ人などを平定・使徒トマスと関係があったか。
- クジュラ・カドフィセス（生没年不詳） - クシャーナ朝の初代国王（在位前25年頃 - 60年頃）・大月氏の支配から独立する。
- ヴィマ・タクト（生没年不詳） - クシャーナ朝の第2代国王（在位80年頃 - 90年頃）・西域の支配をめぐり後漢の班超と争う。

### 東アジア
- 揚雄（前53年 - 18年） - 前漢末から新の文人。『太玄経』『法言』『方言』の著作を残し「甘泉賦」などの詩文でも有名。
- 呂母（? - 22年頃） - 前漢末から新の女性。冤罪で県役人に殺された息子の仇討ちで呂母の乱を起こし、動乱時代の幕開けとなる。
- 劉歆（? - 23年） - 前漢末から新の儒学者。『七略』などを編纂。王莽の王朝簒奪に協力し、国師となるが、やがて反目する。
- 王莽（前45年 - 23年） - 新の皇帝（在位8年 - 23年）。前漢を簒奪して新王朝を立てるが、更始帝の軍に殺害される。
- 王匡（? - 25年） - 新末後漢初に蜂起した緑林軍の創始者の一人。更始帝を担いで王莽の新王朝を攻め滅ぼす。
- 更始帝（? - 25年） - 新末後漢初の漢王室の皇族。緑林軍の支持で皇帝となる（在位23年 - 25年）。
- 樊崇（? - 27年） - 新末後漢初に蜂起した赤眉軍の指導者。長安の更始帝政権を攻め滅ぼす（赤眉の乱）。
- 劉盆子（10年 - ?） - 新末後漢初の漢王室の皇族。赤眉軍の支持で皇帝となる（在位25年 - 27年）。光武帝に降伏。
- 隗囂（? - 33年） - 新末後漢初の武将・政治家。王莽から光武帝まで独自の勢力を保持、後漢に背き困窮の中で死す。
- 馬援（前14年 - 49年） - 新末後漢初の武将。隗囂に仕えた後に光武帝に臣従し、統一に協力・ベトナム制圧でも功があった。
- 徴姉妹（徴側（? - 33年）、徴弐（? - 33年）） - 後漢の支配下にあったベトナム（南越）の反乱指導者。馬援に制圧される。
- 光武帝（前6年 - 57年） - 後漢の初代皇帝（在位25年 - 57年）。王莽没後の混乱から漢王朝を復興。長安から洛陽に遷都。
- 鄧禹（2年 - 58年） - 後漢の武将。赤眉軍と戦った建国の功臣であり「雲台二十八将」の筆頭に位置づけられる。
- 費長房（生没年不明） - 後漢の方士・汝南の官吏であったが仙術を体得したと伝わる。「壺中天」の故事で有名。
- 王充（27年 - ?） - 後漢の文人・思想家。儒教に対する厳しい批判者。非合理を排し合理的な思考を追求した『論衡』を著す。
- 明帝（28年 - 75年） - 後漢の皇帝（在位57年 - 75年）。王朝の安定を背景に西域に勢力を拡大。この時期に仏教が伝来。
- 蔡愔（生没年不詳） - 後漢の使者・明帝により西域に派遣され大月氏国の僧侶迦葉摩騰と竺法蘭を連れ帰る
- 迦葉摩騰（生没年不明） - インド（中天竺）出身の仏教の僧侶。竺法蘭とともに渡来し、明帝時代に洛陽に白馬寺を建立したか。
- 竇憲（? - 92年） - 後漢の政治家・軍人・外戚。匈奴の征伐以後は権力をほしいままにするが、和帝により自殺を命じられる。
- 班固（32年 - 92年） - 後漢の歴史家で『漢書』を編纂。文学者としては「両都賦」を作る。竇憲派とみなされ獄死。
- 鄭衆（? - 114年） - 後漢の宦官（大長秋）・和帝と協力して外戚の竇憲を誅殺し宦官として最初の侯となる。
- 班超（32年 - 102年） - 後漢の軍人。班固の弟で班昭の兄。西域都護として西域での後漢の勢力を広げた。
- 甘英（生没年不詳） - 後漢の使者。班超の命で大秦国（ローマ）に派遣されたが、途中の條支国（シリア）で断念する。
- 班昭（45年? - 117年?） - 後漢の女性作家。兄の班固が獄死した後に未完成だった『漢書』を完成させる。